# Okręty pancerne typu Erzherzog Ferdinand Max
Okręty pancerne typu Erzherzog Ferdinand Max – typ dwóch okrętów pancernych, zbudowanych dla Marynarki Wojennej Cesarstwa Austriackiego w latach 60. XIX wieku. W skład typu wchodziły okręty SMS „Erzherzog Ferdinand Max” i SMS „Habsburg”. Były ostatnimi pancernymi fregatami bateryjnymi zbudowanymi dla Imperium Austriackiego i ostatnimi okrętami ukończonymi wystarczająco wcześnie, by wziąć udział w bitwie pod Lissą przeciwko Włochom w 1866 roku. Pierwotnie okręty miały być uzbrojone w nowe, ładowane odtylcowo działa Kruppa, jednak wybuch wojny prusko-austriackiej uniemożliwił dostarczenie dział i austriacka flota zmuszona była uzbroić okręty w szesnaście starszych ładowanych odprzodowo dział 48-funtowych.
Ukończone naprędce przed wybuchem wojny, oba okręty wzięły udział w bitwie pod Lissą w lipcu 1866 roku. Tam „Erzherzog Ferdinand Max” służył jako okręt flagowy admirała Wilhelma von Tegetthoffa i w czasie walki na bliskim dystansie staranował i zatopił włoski okręt pancerny „Re d’Italia”, co okazało się kluczowe dla wyniku bitwy. Po wojnie oba okręty zostały unieruchomione i przez resztę służby pozostawały bezczynne z powodu zmniejszenia wydatków na marynarkę wojenną przez rząd Austro-Węgier. W 1886 roku „Erzherzog Ferdinand Max” został przerobiony na tender, a „Habsburg” na okręt obrony portu. „Habsburg” został złomowany w 1898 roku, lecz „Erzherzog Ferdinand Max” przetrwał do roku 1916, kiedy to podzielił los swojego siostrzanego okrętu.

## Geneza
Budowa francuskiego okrętu „Gloire”, pierwszego okrętu pancernego na świecie, rozpoczęła wyścig zbrojeń pomiędzy marynarkami wojennymi największych europejskich potęg. Marynarka austriacka rozpoczęła ambitny plan budowy jednostek pancernych pod nadzorem arcyksięcia Ferdynanda Maksymiliana, dowódcy marynarki (Marinekommandant) i brata Franciszka Józefa I, cesarza Austrii. W 1861 roku położono stępki pod pięć pierwszych okrętów, dwa typu Drache i trzy typu Kaiser Max. Wszystkie te okręty zostały zaprojektowane przez Dyrektora Konstrukcji Morskich, Josefa von Romako, który przygotował również projekty okrętów typu Erzherzog Ferdinand Max. Okręty te były znacznie większe niż typu Drache i Kaiser Max i miały pierwotnie przenosić 32 ładowane odprzodowo armaty 48-funtowe, lecz w czasie budowy marynarka optowała za wykorzystaniem ładowanych odtylcowo armat produkcji Kruppa. Jednak wybuch wojny prusko-austriackiej wymusił ukończenie okrętów na szybko, z jedynie 16 armatami 48-funtowymi.

## Konstrukcja

### Charakterystyka ogólna i napęd
Okręty typu Erzherzog Ferdinand Max wyglądem przypominały francuską „Gloire”. Miały 79,97 m długości między pionami i 83,75 m długości całkowitej. Ich szerokość wynosiła 15,96 m, a średnie zanurzenie 7,14 m. Wypierały 5130 ton. Burty były drewniane i chronione przez pas kutego żelaza, który miał grubość 123 mm na śródokręciu i 87 mm na dziobie i rufie. Załoga składała się z 511 oficerów i marynarzy.
Napęd składał się z pojedynczej poziomej 2-cylindrowej maszyny parowej pojedynczego rozprężania, zbudowanej w stoczni Stabilimento Tecnico w Fiume. Maszyna napędzała pojedynczą śrubę. Nie przetrwały żadne dane o liczbie ani typie opalanych węglem kotłów parowych. Spaliny odprowadzane były przez pojedynczy komin umieszczony na śródokręciu. Układ napędowy miał moc 2925 KM, co pozwalało na rozwinięcie prędkości 12,54 węzła. Dodatkowo okręty zostały wyposażone w trzymasztowy takielunek.

### Uzbrojenie
Okręty typu Erzherzog Ferdinand Max były pancernikami bateryjnymi, a ich uzbrojenie składało się z 16 odprzodowych 48-funtowych armat, które przenoszone były w tradycyjnej burtowej konfiguracji dawnych okrętów liniowych. Okręty wyposażone były również w mniejsze działa, cztery 8-funtowe i dwa 3-funtowe. W czasie ich służby uzbrojenie było kilkakrotnie wymieniane. W 1869 roku stare armaty wymieniono na 14 odprzodowych dział Kruppa kal. 203 mm. W 1874 roku przezbrojone je w 14 odprzodowych dział Armstronga kal. 180 mm i cztery lekkie działa. W 1882 roku dodano cztery ładowane odtylcowo armaty kal. 90 mm, dwa ładowane odtylcowo armaty kal. 70 mm, dwa szybkostrzelne działka rewolwerowe kal. 47 mm i trzy kartaczownice kal. 25 mm.

## Okręty
| Okręt                         | Stocznia                       | Położenie stępki | Wodowanie       | Ukończenie    |
| ----------------------------- | ------------------------------ | ---------------- | --------------- | ------------- |
| SMS „Erzherzog Ferdinand Max” | Stabilimento Tecnico Triestino | 6 maja 1863      | 24 maja 1865    | czerwiec 1866 |
| SMS „Habsburg”                | Stabilimento Tecnico Triestino | czerwiec 1863    | 24 czerwca 1865 | czerwiec 1866 |

## Służba

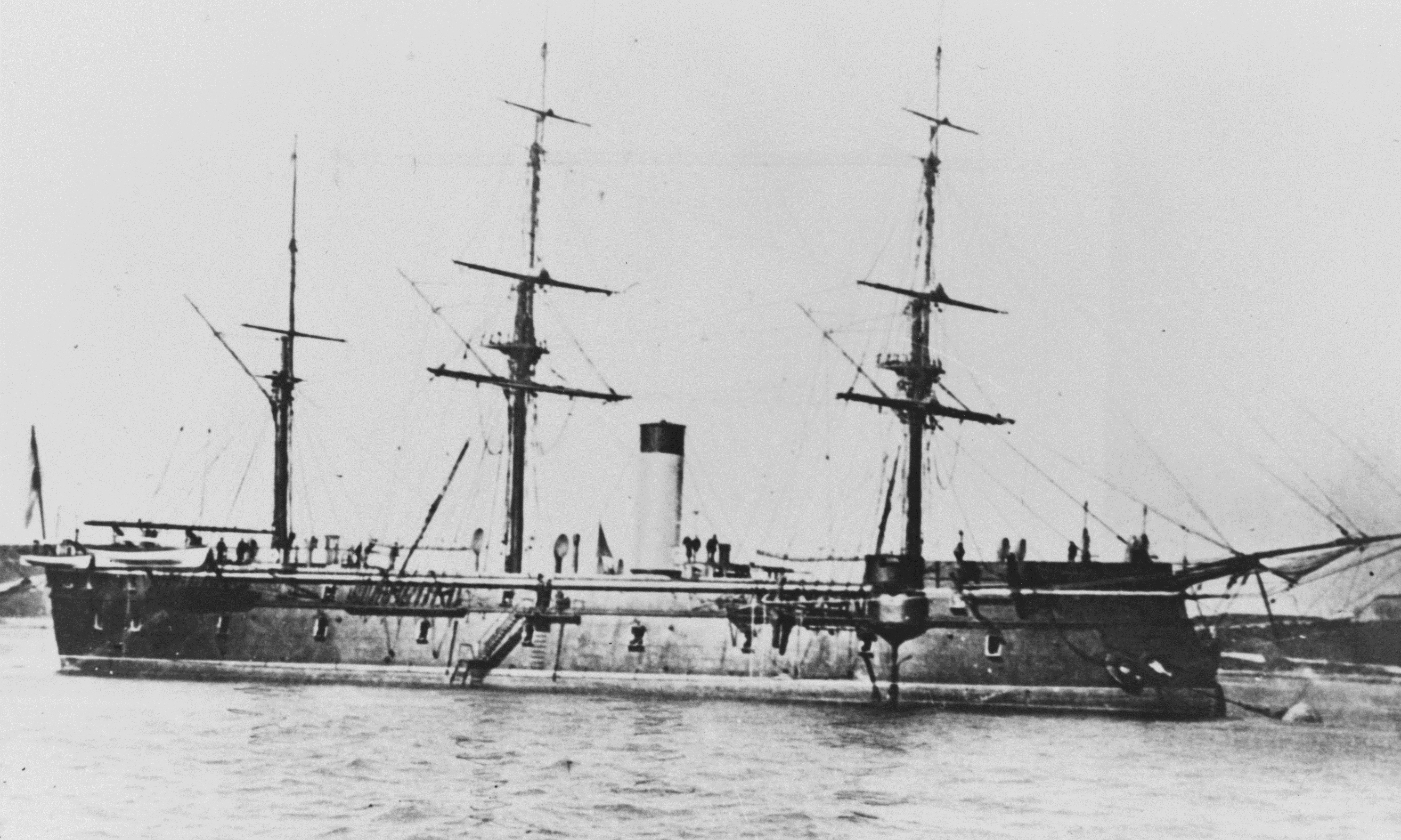
„Habsburg” po modernizacji, lata 80. XIX wieku

W momencie wybuchu wojny prusko-austriackiej w czerwcu 1866 roku oba okręty były wciąż w budowie; stocznia na szybko ukończyły okręty, lecz z przestarzałymi armatami gładkolufowymi zamiast planowanych gwintowanych odtylcowych dział Kruppa. „Erzherzog Ferdinand Max” służył jako okręt flagowy admirała Wilhelma von Tegetthoffa. Oba okręty wzięły udział w bitwie pod Lissą w lipcu 1866 roku, podczas której „Erzherzog Ferdinand Max” staranował i zatopił włoski okręt pancerny „Re d’Italia”. Okazało się to kluczowym momentem bitwy, zmuszając włoskiego dowódcę, admirała Carla di Persano, do wycofania się. „Habsburg” nie odegrał ważnej roli w czasie bitwy, a żaden z okrętów nie odniósł podczas niej poważnych uszkodzeń. Obie jednostki spędziły resztę wojny patrolując Adriatyk przeciwko możliwemu włoskiemu wypadowi. Po wojnie okręty zostały rozbrojone i unieruchomione.
Okręty pozostały w austro-węgierskiej flocie przez następne 20 lat, lecz ze względu na znaczne zmniejszenie budżetu marynarki, spowodowane węgierskim brakiem zainteresowania sprawami morskimi, ich dalsza służba była pozbawiona wydarzeń. W 1870 roku „Habsburg” brał udział w pokazie siły mającym na celu powstrzymanie Włochów przed aneksją Rzymu, którego opiekun, Francja, zajęty był wojną francusko-pruską. Jednak Włosi zajęli miasto mimo wszystko. Okręty zostały przezbrojone w nowsze działa w 1874 i ponownie 1882 roku. W 1886 roku okręty przebudowano na okręty pomocnicze. Od 1889 do 1908 roku „Erzherzog Ferdinand Max” służył jako tender dla morskiej szkoły artylerii. „Habsburg” do 1898 roku służył jako okręt strażniczy i koszarowy w porcie w Puli, kiedy to został skreślony z rejestru floty i sprzedany na złom. „Erzherzog Ferdinand Max” pozostał w służbie do 1916 roku, kiedy również został sprzedany na złom.